# 他国衆
他国衆とは、戦国大名の大名領国において、大名家の本拠がある本国以外に領地を認められている家臣のこと。あるいは、戦国大名が直轄支配する本国以外の勢力地である他国の国衆（国人）のこと。先方衆、国衆とも。
戦国大名は積極的に国外経略を行い拡大領国を形成していくが、征服された在地領主（国衆）のうち大名家に臣従したものは直臣として家臣団に加えられた。他国衆は本国に知行地を持ち大名家の家中を構成する譜代家臣とは異なる存在であり、他国衆は本国に知行地をもつ有力他国衆から、知行地が少なく有力家臣の同心衆を構成する小規模なものまで性格が異なるが、他国衆の知行地は領国拡大過程において他国との最前線にあたるため、他国衆の扱いは重要視されていた。
他国衆が大名家に従属するケースは様々で、調略により積極的に臣従するケースや合戦の末に降伏して臣従したケース、あるいは旧領回復のため大名家に臣従するケースなど様々であるが、出仕の際には取次役を通じて知行安堵などの起請文を交わし、本国へ妻子などを人質に出す手続きが取られる。
一般的に他国衆はそれぞれの地域名を冠して「～衆」と呼称されることが多い。「他国衆」は相模国の後北条氏などにおいて用いられており、甲斐国の武田氏では「先方衆」と呼ばれている。